# NGC 6634
NGC 6634 ist ein Asterismus im Sternbild Schütze. Er wurde im Jahre 1751 von Nicolas Louis de Lacaille entdeckt.